# Sărata Nouă, Fălești
Sărata Nouă este un sat situat în vestul Republicii Moldova, în Raionul Fălești. Aparține administrativ de comuna Sărata Veche. La recensământul din 2004 avea o populație de 843 locuitori.